# Flåm
Flåm  là một ngôi làng ở thung lũng Flåmsdalen, cuối góc trong của vịnh hẹp Aurlandsfjord, một nhánh của vịnh hẹp Sognefjorden nổi tiếng thế giới. Ngôi làng về mặt hành chính thuộc đô thị Aurland, hạt Vestland, Na Uy. Theo điều tra dân số năm 2014 thì dân số của ngôi làng là 350 người.

## Tên
Cái tên sớm nhất của ngôi làng là Flaam được ghi nhận vào năm 1340. Nó có nguồn gốc từ số nhiều trong tiếng Bắc Âu cổ của từ flá có nghĩa là "đồng bằng, mảnh đất bằng phẳng", và nó đề cập đến vùng đồng bằng lũ của sông Flåm.

## Lịch sử
Năm 1670, nhà thờ Flåm được xây dựng để thay thế một nhà thờ cũ. Năm 1923, quốc hội Na Uy đã thông qua việc xây dựng tuyến đường sắt Flåm dài 20,2 kilômét (12,6 mi) với nguồn vồn của chính phủ. Năm 1942, các đoàn tàu chạy bằng hơi nước bắt đầu hoạt động thường xuyên trên tuyến đường sắt Flåm dẫn đến Myrdal. Năm 1960, nhiều tàu du lịch đã lưu trú lại trên vịnh hẹp gần ngôi làng nhưng phải mãi đến năm 2000 khi một bến tàu mới được xây dựng thì ngôi làng mới thực sự trở thành điểm du lịch nổi tiếng.

## Du lịch
Từ cuối thế kỷ 19, Flåm đã là một địa điểm du lịch hấp dẫn. Mỗi năm, ngôi làng này đón 450.000 du khách từ khắp nơi và hầu hết là di chuyển bằng tuyến đường sắt. Đây là một trong những tuyến đường sắt ngoạn mục nhất thế giới với các con dốc và vòng lặp xoắn ốc. Một nhà ga đường sắt trước đây ở Flåm hiện có một bảo tàng dành riêng cho lịch sử đường sắt ở Flåm.
Ngoài việc di chuyển bằng tàu thuyền và đường sắt, ngôi làng cũng có thể được ghé thăm thông qua đường bộ. Tuyến đường châu Âu E16 nối giữa Oslo và Bergen chạy qua đây. Ngôi làng cách 7 kilômét (4,3 mi) về phía tây nam làng Aurlandsvangen, 12 kilômét (7,5 mi) về phía nam làng Undredal và 15 kilômét (9,3 mi) về phía đông làng Gudvangen, thông qua Hầm Gudvanga.
Sân bay gần nhất là Sân bay Sogndal nằm cách 70 kilômét (43 mi).

## Công dân tiêu biểu
- Per Sivle, một nhà thơ, tiểu thuyết và biên tập Na Uy

## Hình ảnh

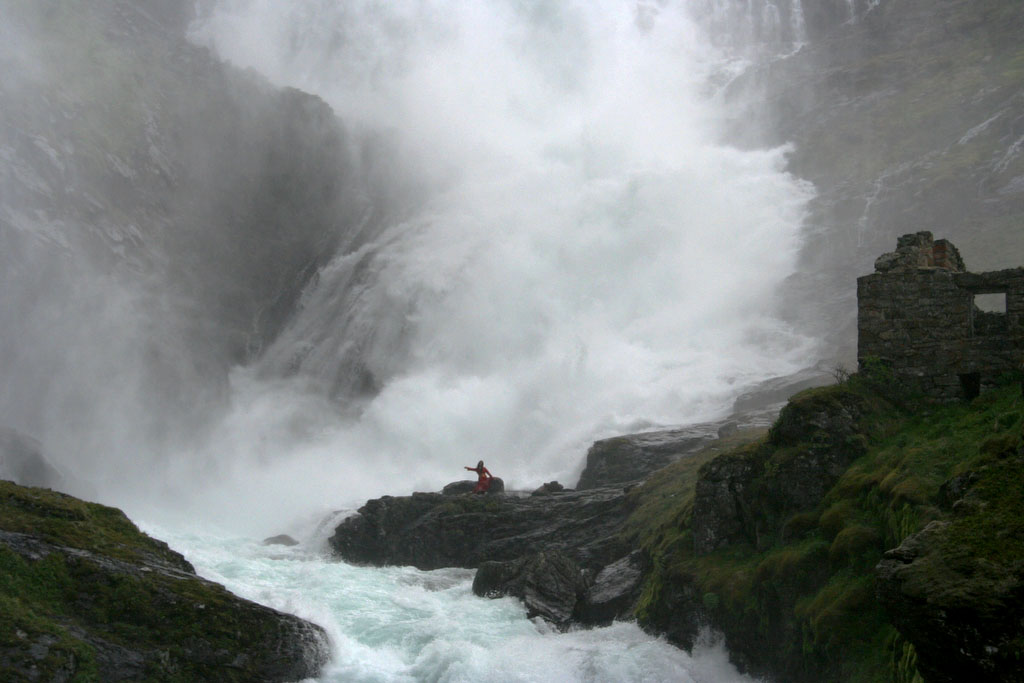
Thác Kjosfoss dọc theo Flåmsbana, tuyến đường sắt từ Flåm tới Myrdal
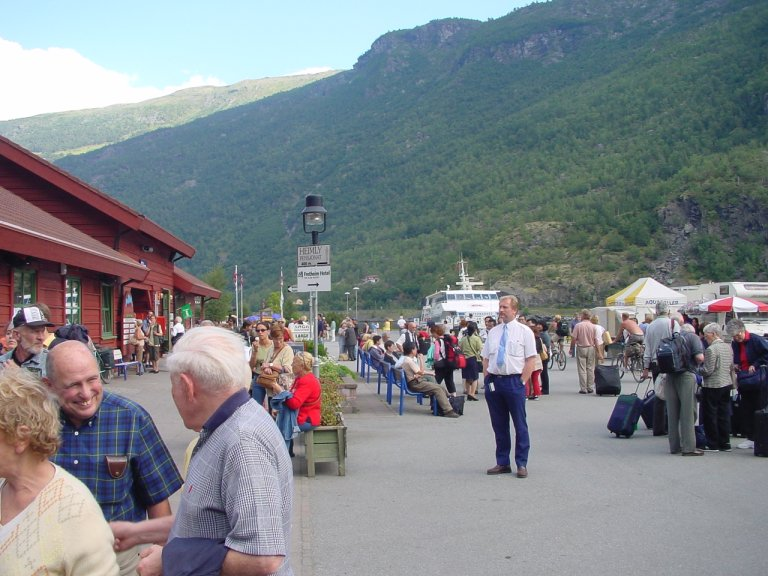
Khách du lịch tại nhà ga đường sắt ở Flåm
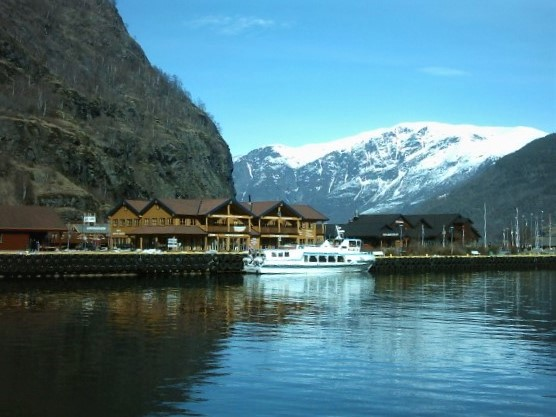
Cảng Flåm
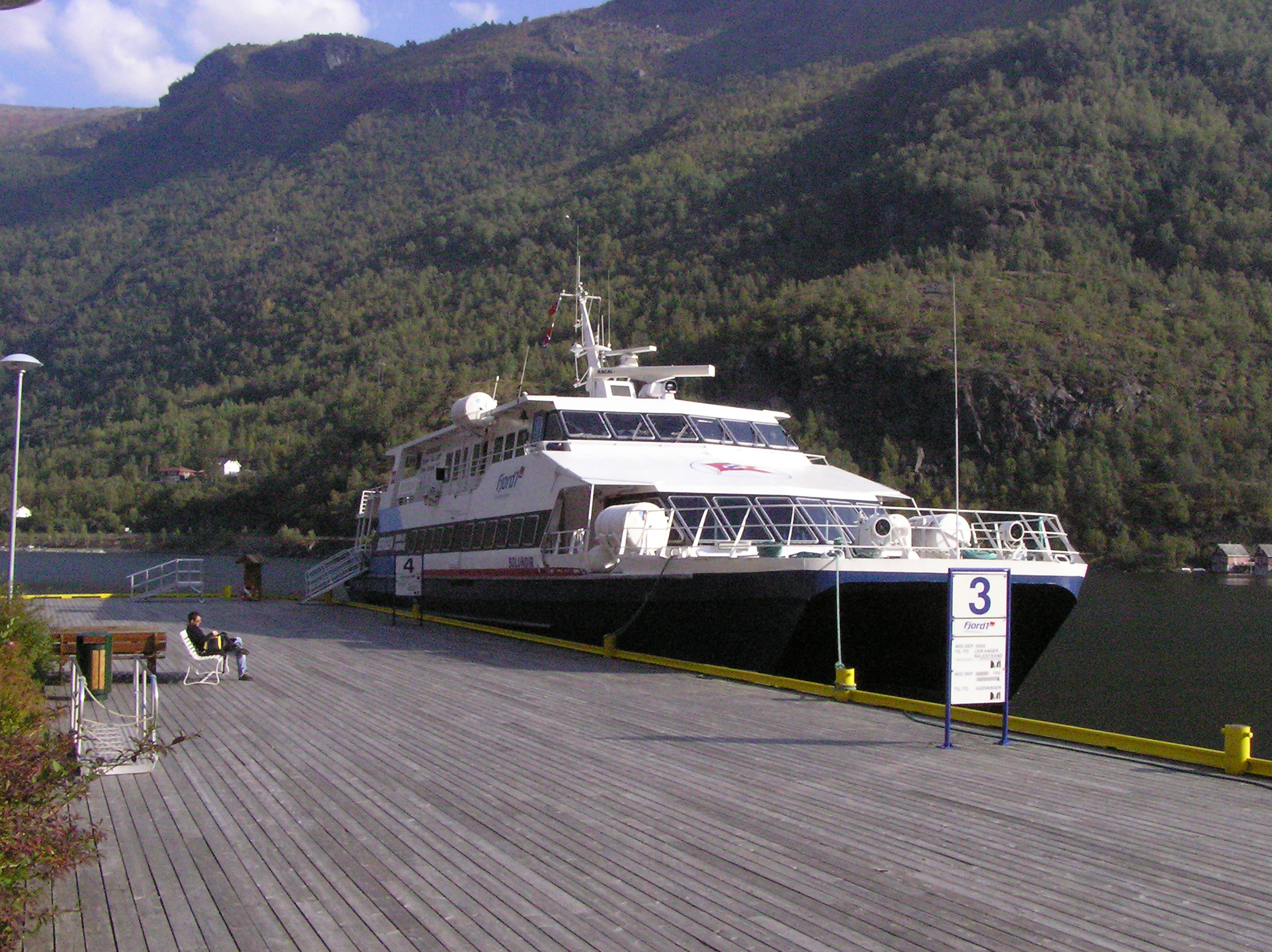
Một tàu du lịch tại Flåm
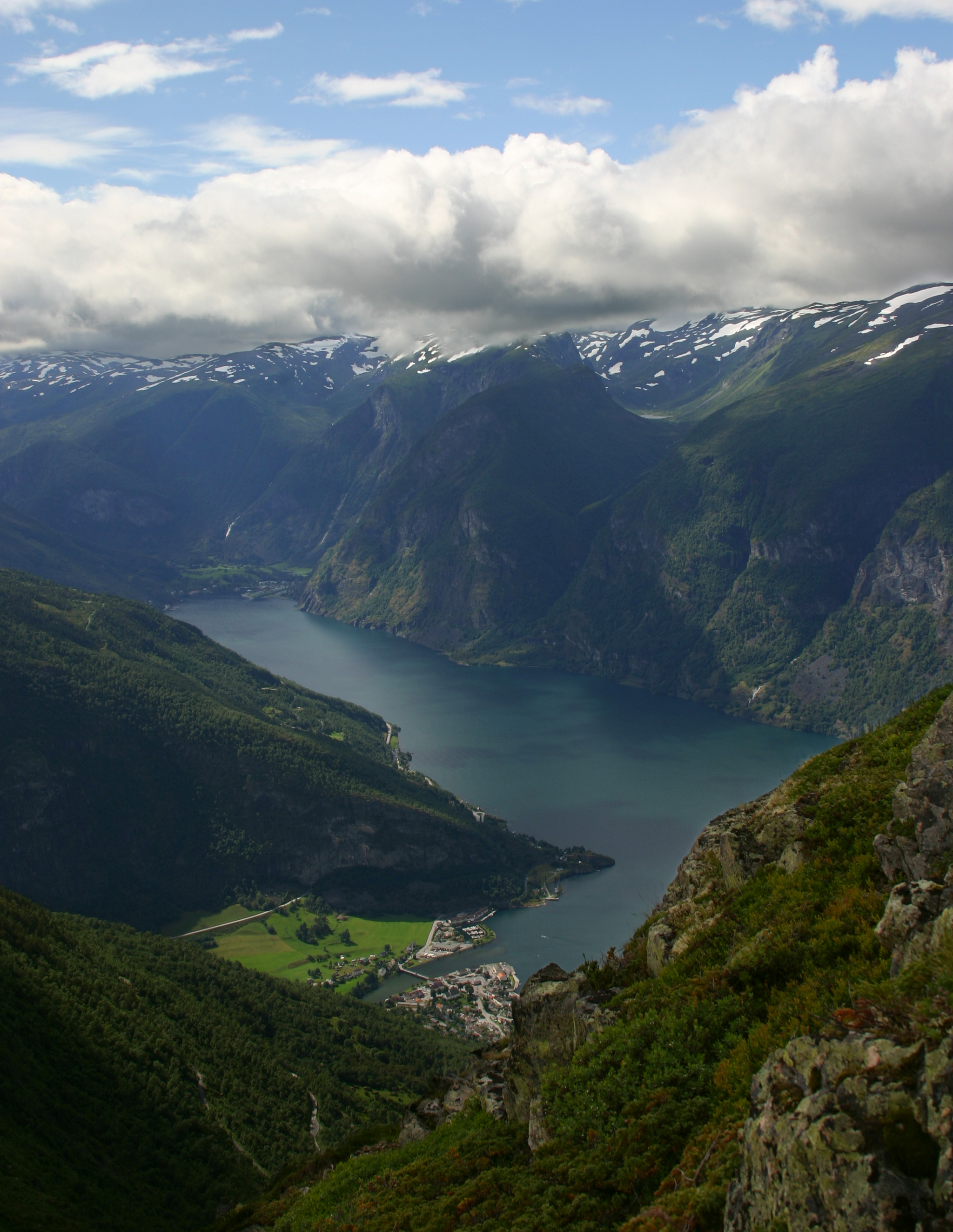
Quang cảnh vịnh hẹp Aurlandsfjord và Flåm từ một đỉnh núi gần đó
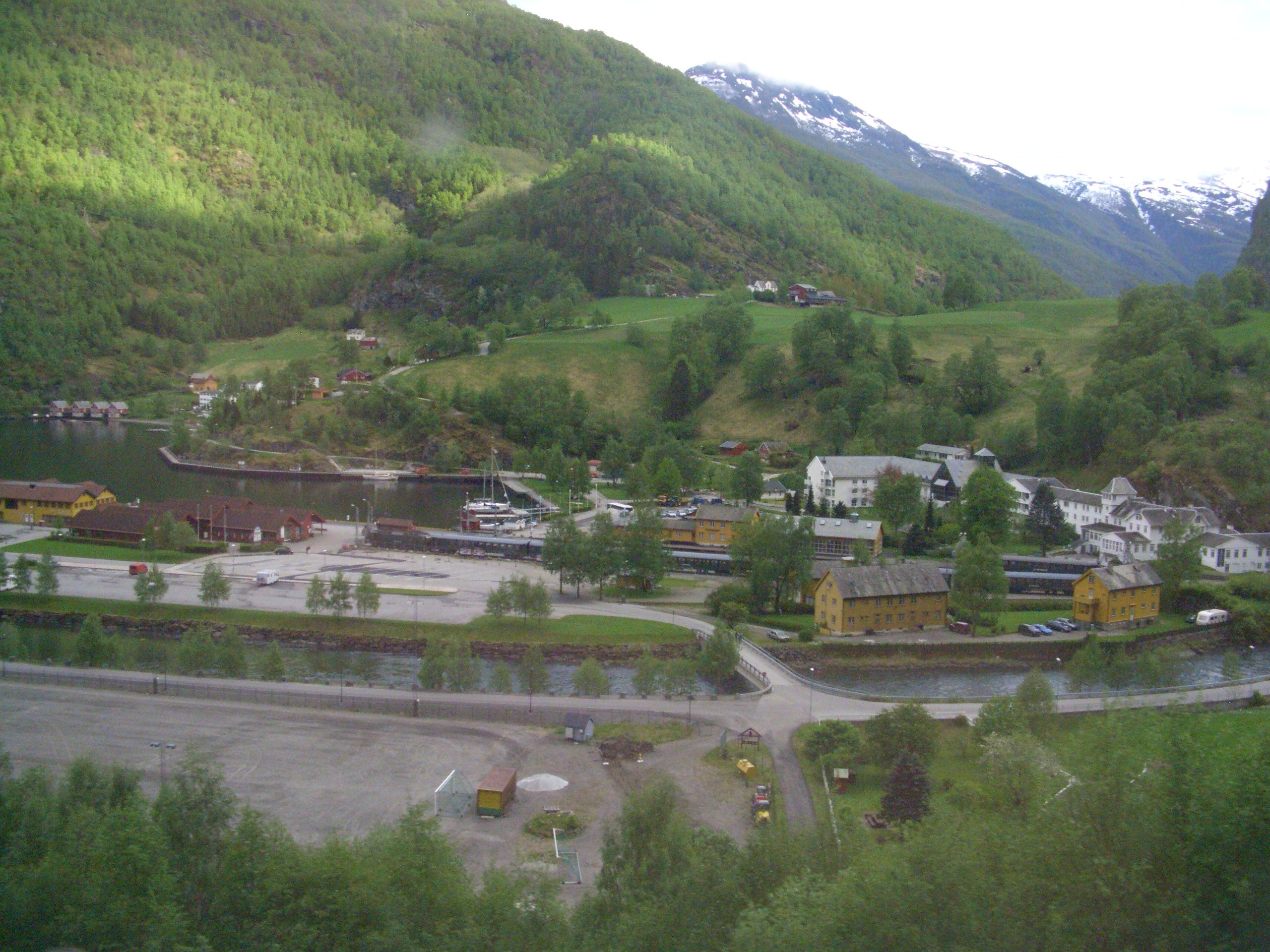
Nhìn từ Flåm
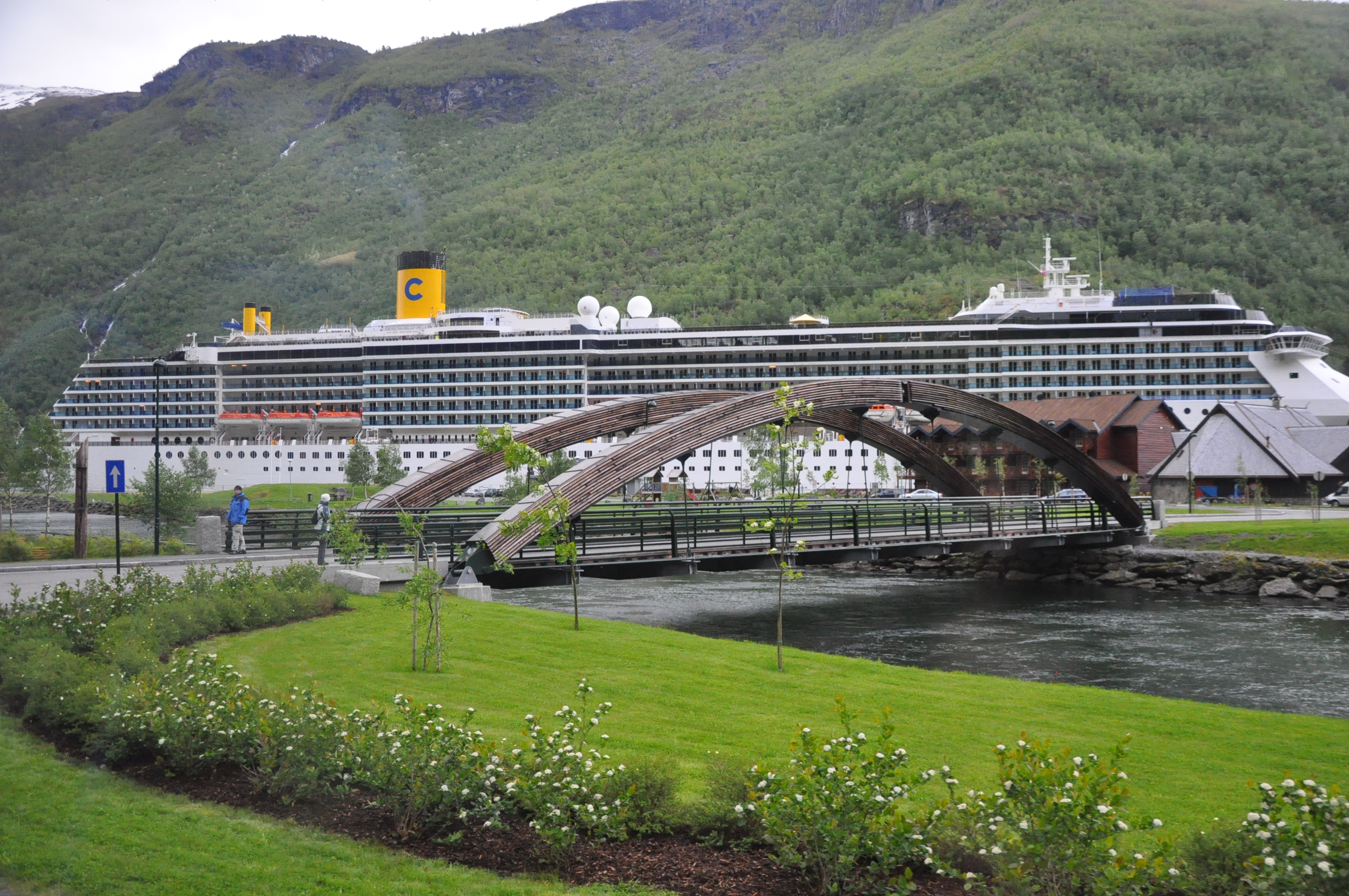
Quang cảnh cầu Flåm với tàu du lịch phía sau
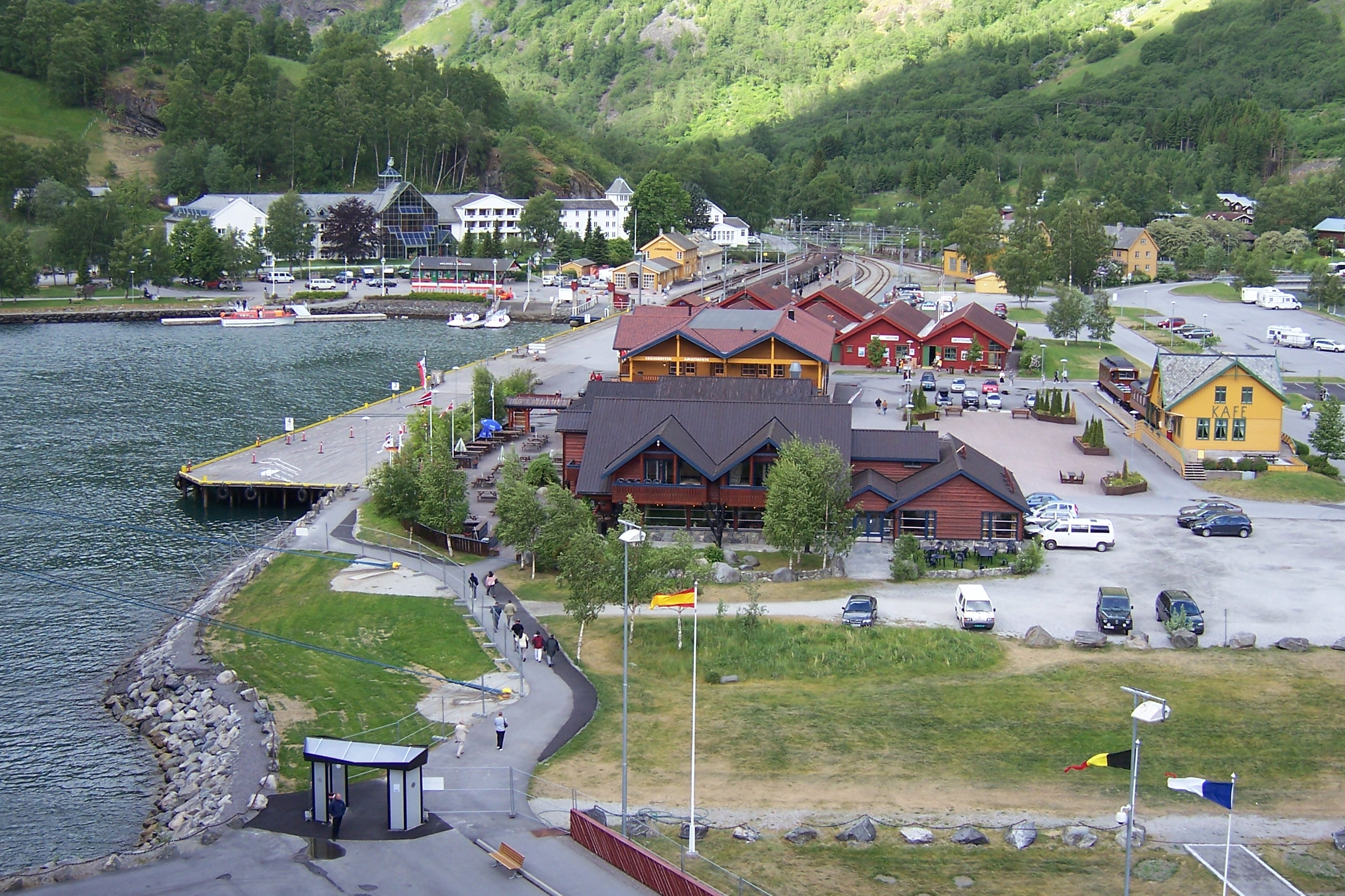
Bến cảng và ga xe lửa Flåm
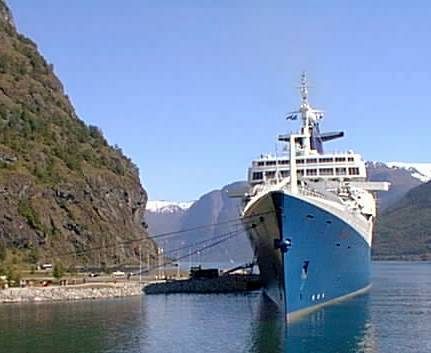
Tàu tuần dương SS France (1961) tại Flåm
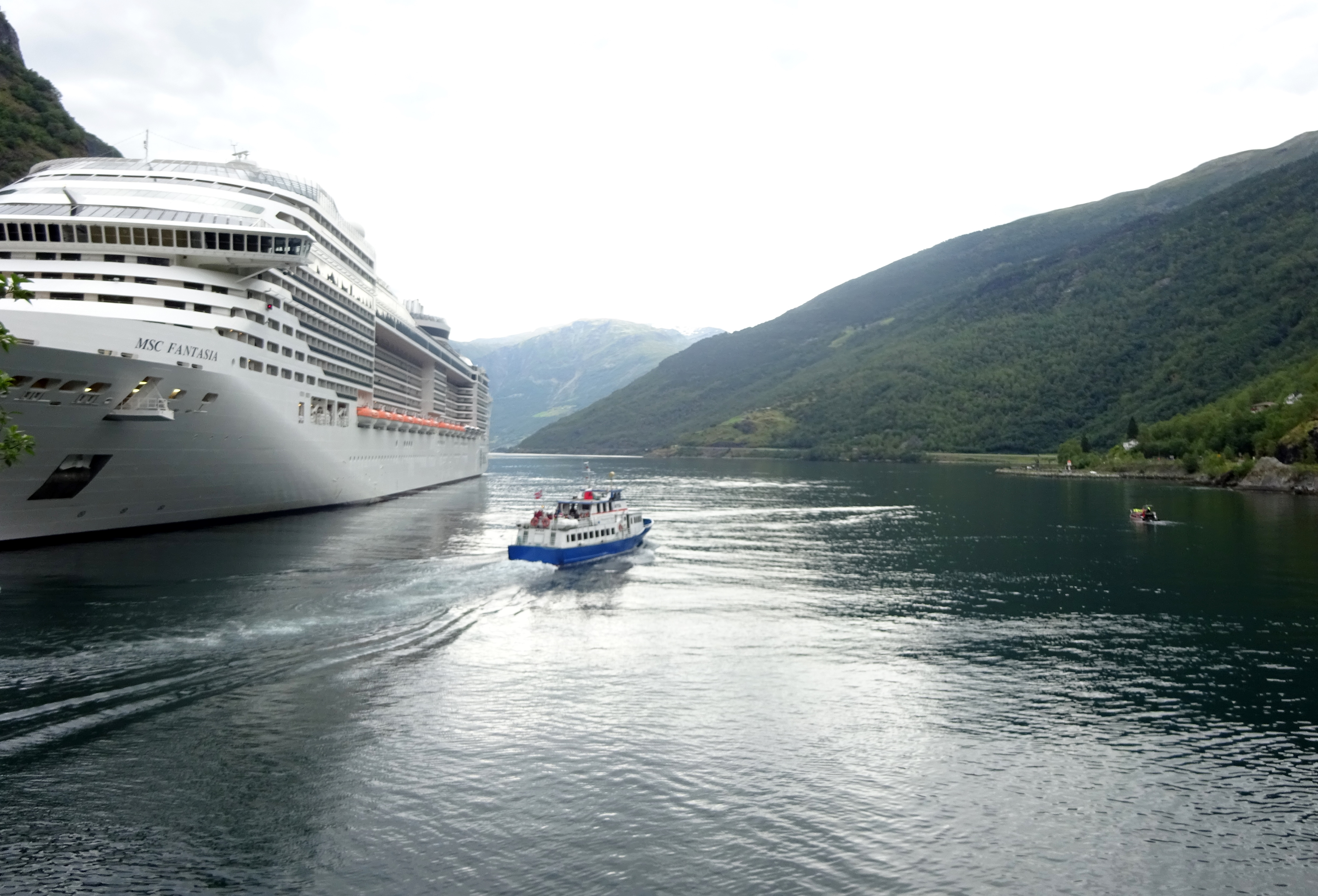
Tàu MSC Fantasia tại Flåm
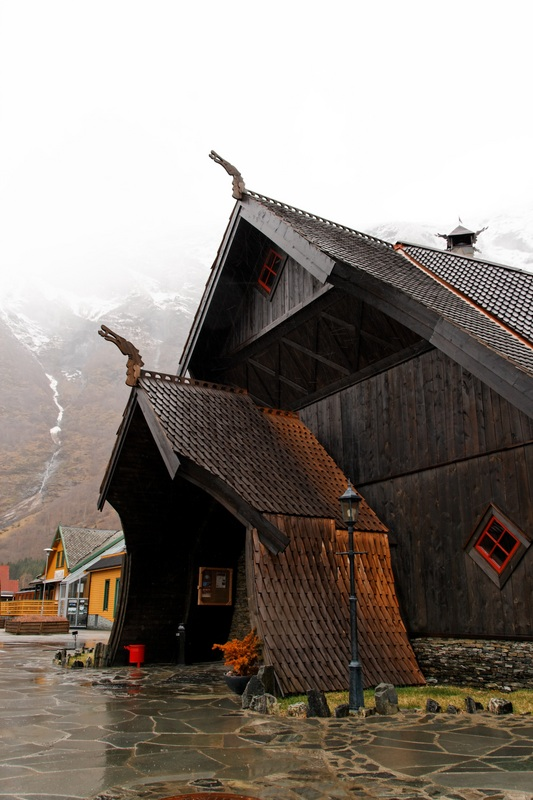
Ægir, một xưởng chưng cất bia và quán rượu nhỏ bằng gỗ
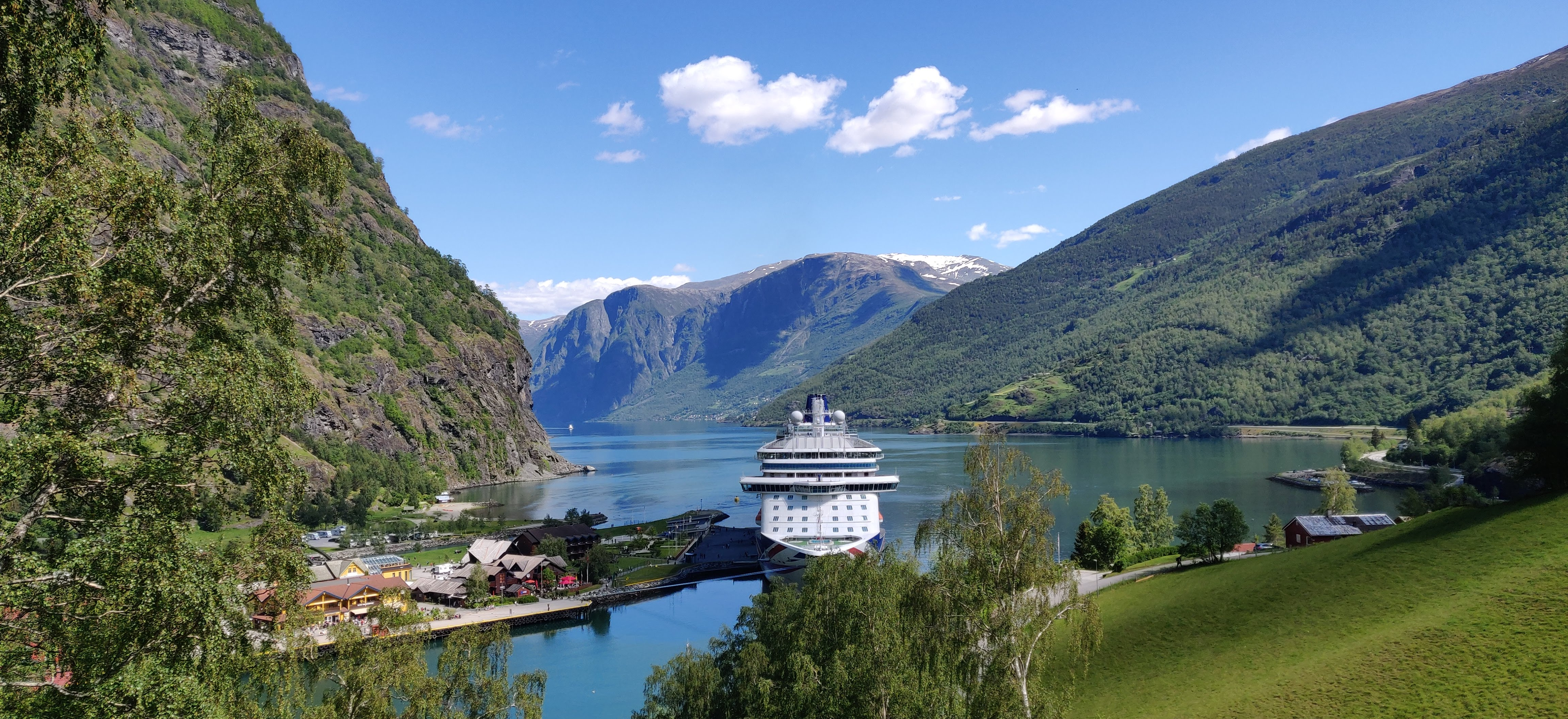
P&O MV Britannia cập cảng Flåm